# Thomas Bartholin

Antiquitatum veteris puerperii synopsis, 1676

Thomas Bartholin (Thomas Bartolinus) (ur. 20 października 1616, zm. 4 grudnia 1680) – duński anatom, matematyk i teolog. Jest najbardziej znany z odkrycia piersiowego układu limfatycznego u ludzi. Dokonał tego mniej więcej w tym samym czasie co Olof Rudbeck, ale Bartholin opublikował to odkrycie wcześniej. Jean Pecquet jeszcze wcześniej odkrył system limfatyczny u zwierząt.

## Życiorys
Tomasz Bartholin był drugim synem (z sześciorga), znanego fizyka i kopenhaskiego profesora Caspara Bartholina (starszego) i jego żony Anny Fincke. Była to znana rodzina naukowców, dwanaście osób z tej rodziny było profesorami Uniwersytetu Kopenhaskiego. Miał syna, którego nazwał imieniem ojca, Caspar. Jego brat Rasmus Bartholin był znanym fizykiem.
Po śmierci ojca wychowaniem młodego Tomasza zajął się Ole Worm, znany profesor medycyny i archeologii. Otrzymawszy wsparcie od dziadka, wujka i króla duńskiego Chrystiana IV udał się za granicę. Studia odbył na uniwersytetach w: Lejdzie, Paryżu, Montellier, Padwie i Bazylei. Podczas 3-letniego pobytu w Leydzie nauczyciel Walaeus skłonił Tomasza do poprawy i kontynuacji pracy jego ojca Caspara Bartholina (starszego). W Padwie nauczycielem jego był Johann Vesling.
W Padwie zajmował stanowisko konsyliarza, syndyka i prosektora. Udawszy się do Wenecji został tam członkiem „Academia degli incogniti”. W Neapolu otrzymał propozycję pracy w katedrze filozofii. Druga propozycja, według sugestii Ole Worma, dotyczyła ukończenia studiów medycznych i zastąpieniu swego dziadka Thomasa Finckego, wówczas mającego 80 lat.
Po odrzuceniu dwóch propozycji podjęcia pracy objął katedrę filozofii, promowana przez Bauhina w 1645 roku. Od czasu do czasu zastępował swego dziadka w fakultecie lekarskim.
Praca jego ojca na temat anatomii opublikowana w 1611 r., została później przez niego zilustrowana i poprawiona w 1641 roku, stając się jedną z najważniejszych w tej dziedzinie. Bartholin odwiedził włoskiego botanika Pietro Castelli w Mesynie w 1644 r.
Od 1646 roku pracował jako profesor matematyki, następnie anatomii (1661) na Uniwersytecie w Kopenhadze. W Kopenhadze otrzymał stanowisko 3 profesora medycyny zajmowane dotychczas przez Simona Paulego.
W 1663 r. Bartholin kupił posiadłość Hagestedgaard, która spłonęła w 1670 r. razem z jego biblioteką zawierającą wiele manuskryptów.
Król duński Chrystian V Oldenburg mianował go swoim fizykiem, dając mu pensję i zwalniając jego posiadłość z podatków, w ramach pomocy po pożarze. Po pożarze otrzymał od króla stanowisko lekarza przybocznego. W roku 1671 zostaje bibliotekarzem uniwersyteckim, rektorem wszechnicy i asesorem Sądu Najwyższego.
W 1680 jego zdrowie podupadło, sprzedał ziemię i wrócił do Kopenhagi, gdzie zmarł. Został pochowany w katedrze Marii Panny w Kopenhadze.
W Kopenhadze istnieje ulica o nazwie Bartholinsgade, nazwana tak na cześć jego rodziny. W pobliżu znajduje się Instytut Bartholina (Bartholin Institutet).